# Corinne Dacla
Corinne Dacla (Parigi, 12 gennaio 1963) è un'attrice francese.

## Filmografia parziale
- Gazzosa alla menta (Diabolo menthe), regia di Diane Kurys (1977)
- L'école est finie, regia di Olivier Nolin (1979)
- Cargo, regia di Serge Dubor (1981)
- Il grande fratello (Le Grand frère), regia di Francis Girod (1982)
- I miserabili (Les Misérables), regia di Robert Hossein (1982)
- Enigma - Il codice dell'assassino (Enigma), regia di Jeannot Szwarc (1983)
- Rue barbare, regia di Gilles Béhat (1984)
- Il disordine (Désordre), regia di Olivier Assayas (1986)
- La puritana (La Puritaine), regia di Jacques Doillon (1986)
- Captive, regia di Paul Mayersberg (1986)
- L'Union sacrée, regia di Alexandre Arcady (1989)
- Mémento, regia di Jean-Max Peteau - cortometraggio (1992)
- La Piovra 6, regia di Luigi Perelli (1992)
- Mamirolle, regia di Brigitte Coscas (2000)
- L'Envol, regia di Steve Suissa (2000)